# Carewo (gmina)
Carewo (bułg. Община Царево)  − gmina we wschodniej Bułgarii, w obwodzie Burgas.

## Miejscowości
Miejscowości wchodzące w skład gminy Carewo:
- Achtopoł (bułg.: Aхтопол),
- Brodiłowo (bułg.: Бродилово),
- Byłgari (bułg.: Българи),
- Carewo (bułg.: Царево) - stolica gminy,
- Fazanowo (bułg.: Фазаново),
- Izgrew (bułg.: Изгрев),
- Kondołowo (bułg.: Кондолово),
- Kosti (bułg.: Кости),
- Łozenec (bułg.: Лозенец),
- Rezowo (bułg.: Резово),
- Sinemorec (bułg.: Синеморец),
- Warwara (bułg.: Варвара),
- Welika (bułg.: Велика).